# 日本福祉教育専門学校
日本福祉教育専門学校（にほんふくしきょういくせんもんがっこう）は、東京都新宿区高田馬場2-16-3（本校舎）、東京都豊島区高田3-6-15（高田校舎）にある専門学校。運営は学校法人敬心学園グループ。東京都新宿区高田馬場、および東京都豊島区高田に所在し、社会福祉士、精神保健福祉士、言語聴覚士、介護福祉士を養成する専門学校。東京都知事認可　厚生労働省指定養成施設。福祉・医療現場で活躍できる社会福祉士・精神保健福祉士・言語聴覚士・介護福祉士を養成している。介護福祉学科は、介護福祉士養成校として日本で最も早い時期から設置され、パイオニア校としての伝統があり、精神保健福祉士養成（学）科、言語聴覚療法学科も、精神保健福祉士、言語聴覚士ともに第1回国家試験開始前から設置している。

## 沿革
- 1984（昭和59）年4月 - 東京都新宿区高田馬場二丁目14番30号にて「日本医療福祉専門学院」として開校
- 1986（昭和61）年1月 - 東京都新宿区西早稲田2丁目1番27号に早稲田校舎が完成
- 1986（昭和61）年4月 - 東京都より学校法人と専修学校としての認可を受ける
日本医療福祉専門学院から学校法人敬心学園　日本福祉教育専門学校に名称変更
- 1988（昭和63）年4月 - 東京都豊島区高田3丁目6番15号に高田馬場校舎が完成
- 1992（平成4）年3月 - 『研究紀要』第1巻　発行
- 2010（平成22）年4月 - 早稲田校舎から駅前校舎（東京都新宿区高田馬場1丁目32番4号）に移転
- 2012（平成24）年4月 - 本校舎（東京都新宿区高田馬場2丁目16番3号）に移転

## グループ
- 学校法人敬心学園

## グループ校
- 臨床福祉専門学校
- 日本リハビリテーション専門学校
- 日本医学柔整鍼灸専門学校
- 日本児童教育専門学校